# Melville Sewell Bagley
Melville Sewell Bagley (Bangor, Maine, 10 de julio de 1838-Buenos Aires, 14 de julio de 1880) fue un empresario estadounidense expatriado en Argentina, creador del licor Hesperidina, y titular de la primera marca registrada y la primera patente de ese producto en Argentina.

## Primeros años
Melville Bagley nació el 10 de julio de 1838 en la ciudad de Bangor, en el estado de Maine (Estados Unidos). Fue hijo de Sewal David Bagley y Sarah Dodge. En su juventud se mudó a Nueva Orleans, donde trabajó en una tienda de telas. En 1862, un año después del estallido de la guerra civil estadounidense, emigró a Buenos Aires, como representante de una editorial. Tenía 24 años y viviría gran parte de su vida en la Argentina.
Trabajó un tiempo como ayudante en la histórica droguería (actualmente farmacia) La Estrella, propiedad de los hermanos suizos Demarchi, que se encuentra en una esquina de las calles Defensa y Alsina. Fue justamente allí, entre los tubos de ensayos y hierbas curativas, donde nació la idea de crear un tónico para venderlo como «remedio salvador de todos los males».

## Hesperidina
Experimentó con diferentes fórmulas, pero se centró en una en particular, a base de la corteza de naranjas amargas o agrias que crecían como arbustos ornamentales en su casona de Bernal (la cual se mantiene en pie hasta la actualidad). Se cree que el joven inventor tenía ciertos conocimientos en química. Él sabía que en las cortezas de las naranjas amargas se hallaban los flavonoides, que tienen múltiples propiedades no solamente digestivas, sino también curativas. En la península ibérica, se utilizaban diversos cítricos como antídotos contra venenos, como así también para reactivar la circulación sanguínea, mejorar la digestión y contra la inflamación muscular.
Hoy en día, se cuenta con mayor información sobre los bioflavonoides. Son sustancias químicas que se encuentran naturalmente en ciertas plantas y alimentos, y que han demostrado disminuir la incidencia de enfermedades como el cáncer, las enfermedades cardiovasculares y las alteraciones inmunológicas y se han identificado más de 6000 flavonoides diferentes en plantas, pero generalmente ocupan una porción insignificante en la dieta diaria.

#### Campaña publicitaria y éxito
Cuando supo que su tónico iba a dar resultado, Bagley ideó una inusual campaña publicitaria para dar a conocer su producto, manteniendo la intriga y el suspenso. Dos meses antes de lanzarlo a la venta, mandó a pintar las aceras de los empedrados de Buenos Aires con el nombre de «Hesperidina» en letras negras. En ese entonces, esto era toda una novedad y la gente se preguntaba qué sería aquello que se anunciaba. También se publicaron llamativos avisos, con la frase «La Hesperidina vendrá». El 24 de diciembre de 1864, un nuevo anuncio apareció en los diarios: la bebida ya estaba en venta en cafés, bares, boticas y droguerías.

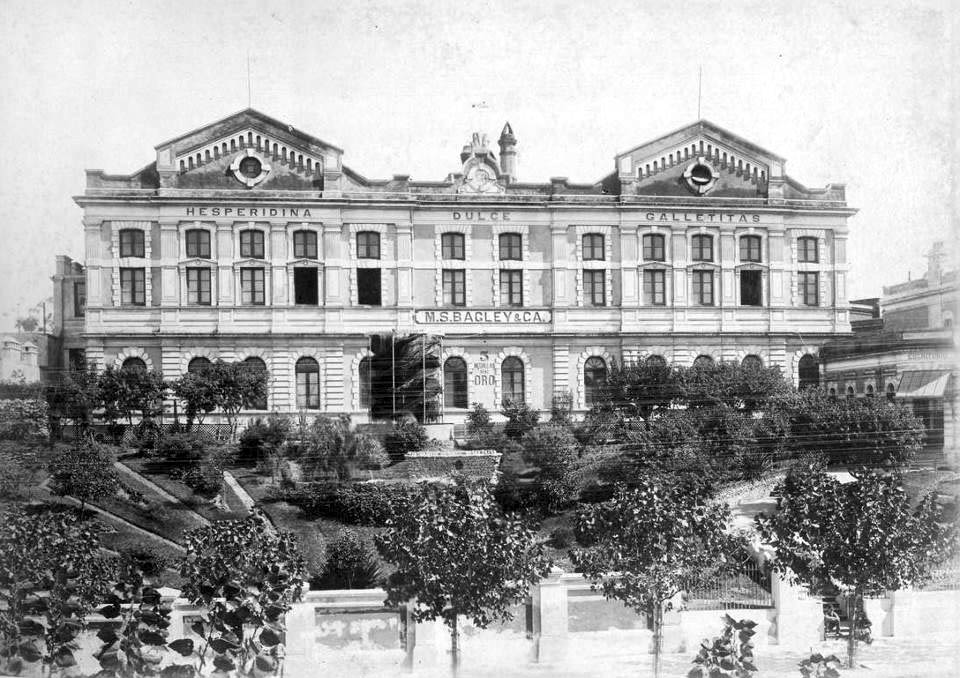
Histórica sede de la empresa Bagley en Barracas, Buenos Aires (c. 1890).

Empezó a fabricar la Hesperidina con los frutos amargos de su casona de Bernal. La bebida tuvo tanto éxito que realizó una extensa plantación de naranjos en su propia casa y requirió los frutos de localidades vecinas, como Florencio Varela y Adrogué, que tenían en sus calles árboles de naranjos amargos como ornamento.
El producto que inventó Bagley logró revolucionar el mercado argentino de las bebidas, dominado por las aguardientes, como la grappa o la ginebra. Según el presidente de la Academia Argentina de Letras, Pedro Luis Barcia, el nombre de la bebida provino de la mitología griega: «el mito dice que cuando los griegos navegaban por las costas de Valencia, las naranjas, en medio de las hojas verdes, parecían frutos de oro, frutos de oro del jardín de las Hespérides. Y como estaba hecho con cáscara de naranja lo llamó Hesperidina».
Rápidamente la bebida se hizo muy famosa y se impuso como moda, no solo entre los gauchos (hombres de campo), sino además en las grandes ciudades y entre las mujeres (quienes no solían beber en público). El licor de Bagley era considerado de baja graduación alcohólica comparado con las aguardientes y otras tragos populares.

#### Marca registrada
En 1866, a dos años de su lanzamiento, la Hesperidina se encontraba azotada por una ola de imitadores que, aprovechándose de la falta de una legislación que protegiera las marcas, intentaban conseguir un importante lugar en este nuevo mercado. Por lo tanto, Bagley emprendió una campaña para lograr un registro único de marcas y patentes en el país de origen de su invento. En 1876, convenció al presidente Nicolás Avellaneda de su creación. De esta manera, Hesperidina se convirtió en la primera patente y marca registrada, con licencia n.° 1 en la Argentina.

## Otros proyectos
Además de su famoso y popular invento, emprendió otros proyectos. Por ejemplo, fue uno de los primeros que se preocupó por el transporte en la zona sur, inaugurando en 1873 el tranvía a caballo en Quilmes. Bagley fue pionero en la fabricación de galletitas. En 1875, lanzó su línea de galletitas, Lola, que rápidamente fue un éxito, no solo por su sabor, sino también por no tener agregados artificiales. Hasta ese momento las galletitas eran importadas desde Reino Unido. Poco tiempo después, comercializó la mermelada de naranja Bagley, hecha con la pulpa de las naranjas usadas para producir Hesperidina. Por ese entonces creó el primer eslogan de la historia comercial argentina: «Las tres cosas buenas de Bagley» (la bebida, las galletitas y la mermelada).
En 1892, la empresa trasladó su sede a la avenida Montes de Oca al 100, en el barrio de Barracas. En 1910, la necesidad de ampliación de la producción condujo a la adquisición de un terreno en Gral. Hornos 256, para la construcción de un nuevo pabellón. Finalmente, las actividades de Bagley se instalaron en la nueva sede, hasta su venta definitiva en 1996 al Grupo Danone. En 2004, las multinacionales Arcor y Danone realizaron un acuerdo de joint-venture.

## Vida personal y legado
El 17 de febrero de 1861, se casó con Anna F. Milliken. Se divorciaron cinco años después, en 1866. Posteriormente contrajo segundas nupcias con Mary Jane Hamilton. Tuvieron  ocho hijos.
Bagley falleció en Buenos Aires el 14 de julio de 1880, a los 42 años de edad. Fue sepultado en el Cementerio Británico de Buenos Aires.
Su esposa y los socios continuaron con su legado. En 2014, la empresa Bagley cumplió 150 años de historia, hito que fue celebrado con una campaña publicitaria bajo el eslogan «Lo bueno siempre queda» y que incluyó la publicación de un libro conmemorativo con un prólogo escrito por el historiador Daniel Balmaceda.